# 舒伊奇鄉
45°15′N 24°32′E / 45.250°N 24.533°E
舒伊奇鄉（羅馬尼亞語：Comuna Șuici, Argeș），是羅馬尼亞的鄉份，位於該國中南部，由阿爾傑什縣負責管轄，面積35平方公里，海拔高度503米，2007年人口2,724，人口密度每平方公里79人。